# Mrtve duše (drama)
Mrtve duše (COBISS) so sodobna slovenska drama Vinka Möderndorferja. Izšla je leta 2005 v reviji Sodobnost in je bila istega leta nominirana za Grumovo nagrado.
Avtor je delo označil za rdeče-črno igro, saj se barvna simbolika kaže kot boj med partizani in domobranci.

## Vsebina
Družinsko pogrebno podjetje Tukaj počiva d.o.o., ki ga sestavljajo oče Fredi, mati Helena, sin Rastislav, hči Matilda in Polde, se na Rastislavovo pobudo odzove na razpis Ministrstva za okolje, da bi poskrbeli za izkop, identifikacijo in skupen pogreb žrtev vojne. V prijavi posredujejo lažne podatke, da bi se prikazali v čim lepši luči. Na razpis prispejo tri popolne prijave, ocenjujejo jih minister Benjamin in državna sekretarja Križnič in Zvezdič. Ker pa sta Rastislav in minister prijatelja, slednji z zvijačo doseže, da zmaga Tukaj počiva d.o.o.
V nadaljevanju začnejo odkopavati nekje v Kočevskem gozdu. Na podlagi ostankov jim Matilda določi imena, ki jih poišče v Zbranih delih slovenskih pesnikov in pisateljev.
K Poldetu pristopita državna sekretarja, Zvezdič in Križnič, z namenom, da bi jima pomagal pri ukani. Oba namreč želita, da bi se izkazalo, da je padlo več njihovih pripadnikov - partizanov ali domobrancev. Prineseta mu vsak svoje simbole, zvezde in križe, in mu naročita, naj jih raztrosi po odprtih grobovih. Sledi skupen pogreb domobrancev in partizanov, na katerem se vse razkrije. Pride do medsebojnih obtoževanj, celo pretepa.
Vseskozi pa sledimo tudi zgodbi mrtvih partizanov, domobrancev in pijančka Francija. Slednji umre in pride v nebesa, kjer sreča Mileno, Karla, Krištofa in Toneta, ki kartajo Črnega Petra. Franci izve, da je Karel njegov oče. Čez čas se jim pridruži še Francijeva žena Marija, ki je zelo presenečena, ko vidi, da Franci ne pije več. Na skupen pogreb 'rdečih in črnih' pridejo tudi oni. Ko vidijo žive, ki se prepirajo, se jih to ne dotakne. Še zadnjič v tem stoletju skupaj zapojejo pesem.